# کوه تتیس
کوه تتیس (به انگلیسی: Mount Thetis) یک کوه در استرالیا است که در تاسمانی واقع شده‌است. کوه تتیس ۱٬۴۸۲ متر بالاتر از سطح دریا واقع شده‌است.